# 夏永 (唐朝)
夏永，唐朝中期西原蠻首领。
安史之乱后，岭南蛮族酋长梁崇牵自称平南十道大都统，占据容州，与西原蛮人张侯、夏永等连兵攻陷城邑。夏永等人又和梁崇牵别帅覃问、西原酋长吴功曹合兵攻陷道州，据城五十余日。大历六年（771年），容管经略使王翃攻克容州，生擒梁崇牵。又分派各将领袭击西原蛮，收复了张侯、夏永占据的郁林等州。